# Фройнд, Герман Эрнст
Герман Эрнст Фройнд (дат., нем. Hermann Ernst Freund, род. 15 октября 1786 г. Утледе, северная Германия — ум.
30 июня 1840 г. Копенгаген) — датский скульптор.

## Жизнь и творчество

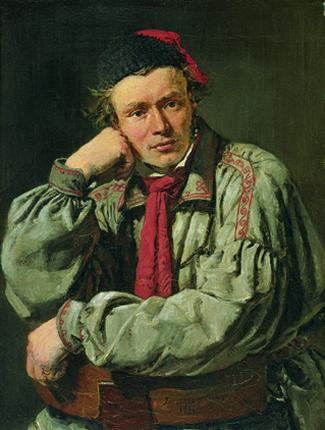
Герман Эрнст Фройнд. Работа Кристиана Альбрехта Йенсена (1835)

Родился в семье ветеринара, происходившего из Ганновера. Художественное образование получил в датской Королевской академии изящных искусств в Копенгагене. В 1818 году приезжает в Рим, где поступает в мастерскую Бертеля Торвальдсена. Здесь он работает в том числе над заказами копенгагенских церквей — статуи Христа, 12 апостолов, евангелиста Луки. Кроме этого, Фройнд создаёт ряд скульптур (статую Меркурия, статую пастушки, поящей ягнёнка) указывающих на существенное влияние Торвальдсена. В 1827 году скульптор возвращается из Рима в Копенгаген — через Флоренцию, Париж, Мюнхен, Дрезден и Берлин. В Дании он преподаёт в местном Художественном союзе, там же служит также дирижёром. В 1836 году Фройнд заканчивает памятник датскому реформатору Гансу Таусену в Виборге. Ещё до получения звания профессора Королевской академии искусств (с 1829 года), во время проживания в Италии в 1825—1827 годах, скульптор создаёт наиболее известное произведение в своей творческой карьере — фриз Рагнарёк, основанный на преданиях и сагах средневековой Скандинавии. Уже после смерти Фройнда, в 1841 году, эта его пластическая работа была установлена в королевском замке Кристианборг.

## Галерея

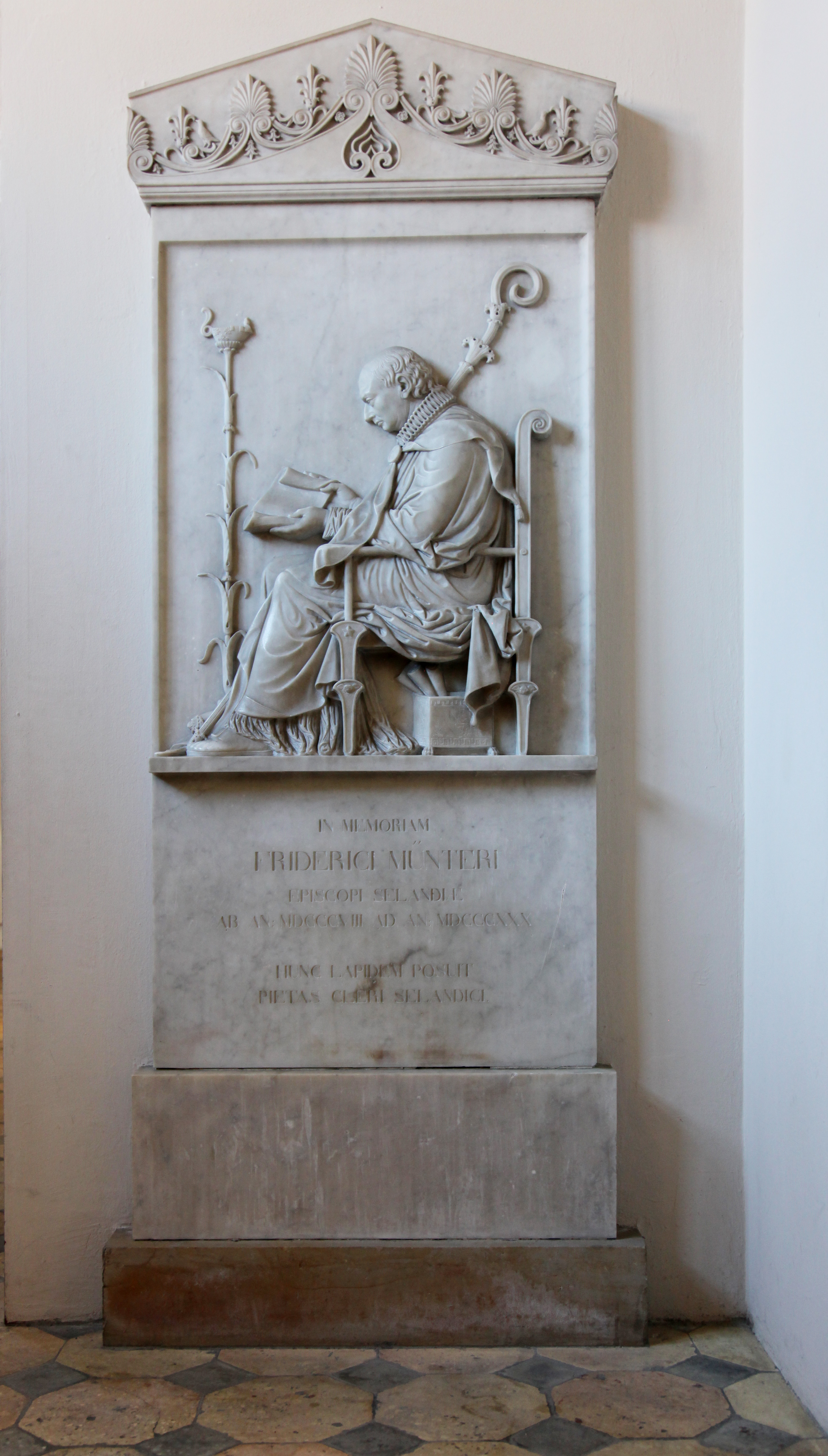
Стела с изображением епископа Мюнтерса
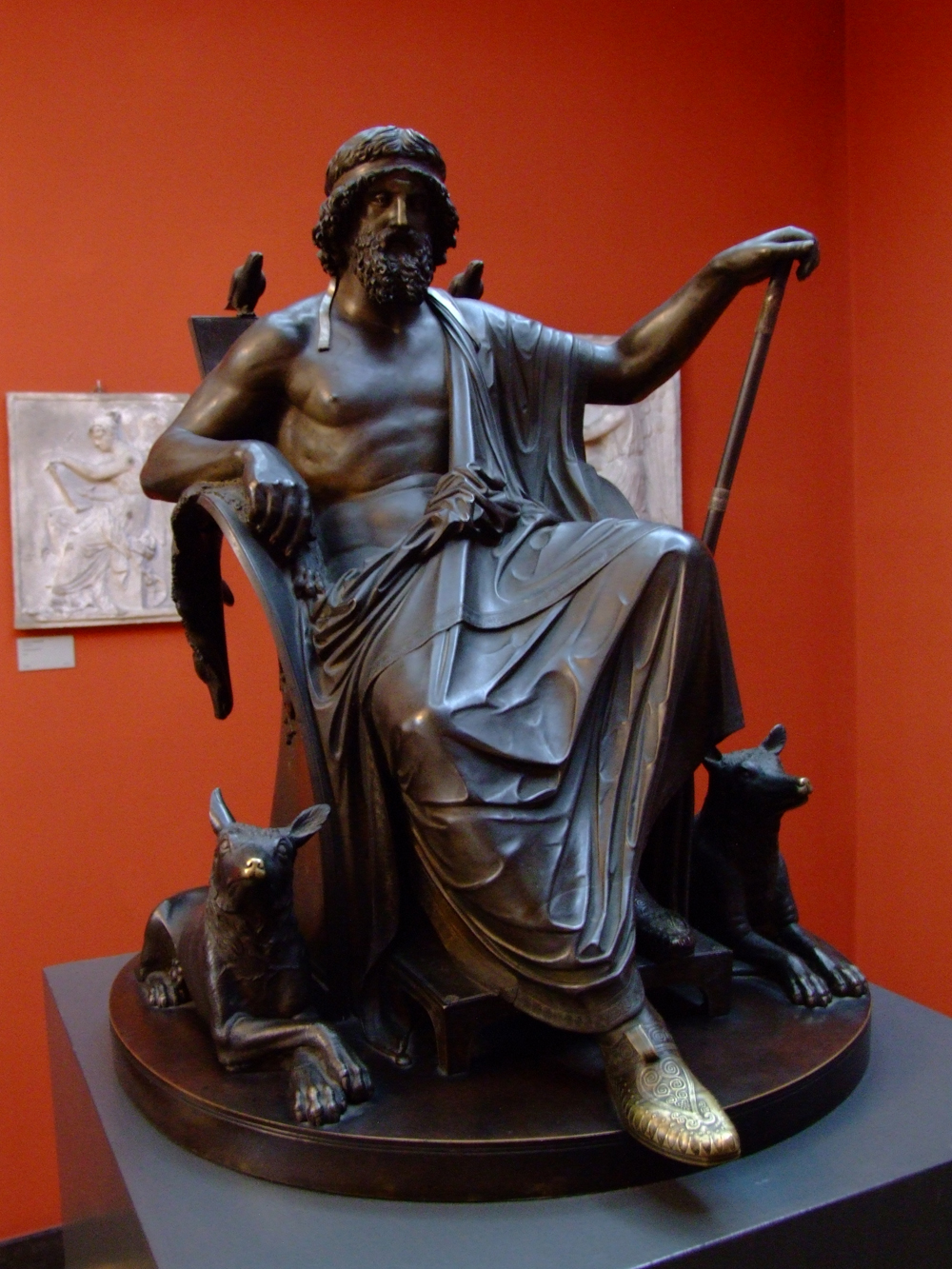
Один (1825-1827)
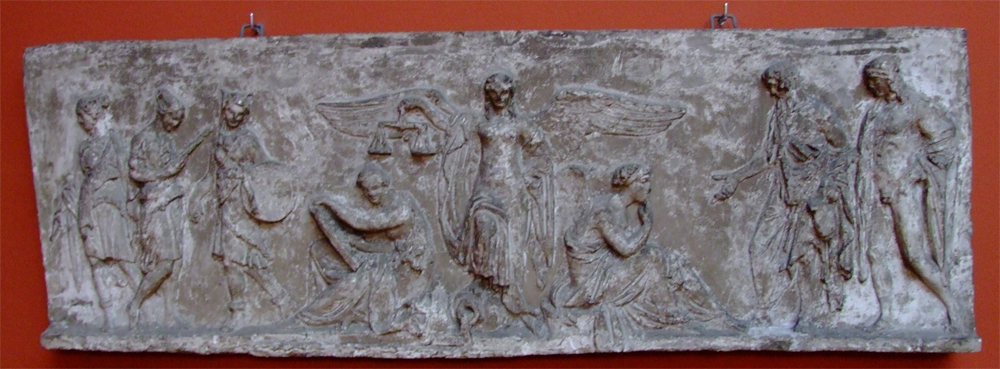
Мимер и Бальдр испрашивают совета у норн (1821-1822)
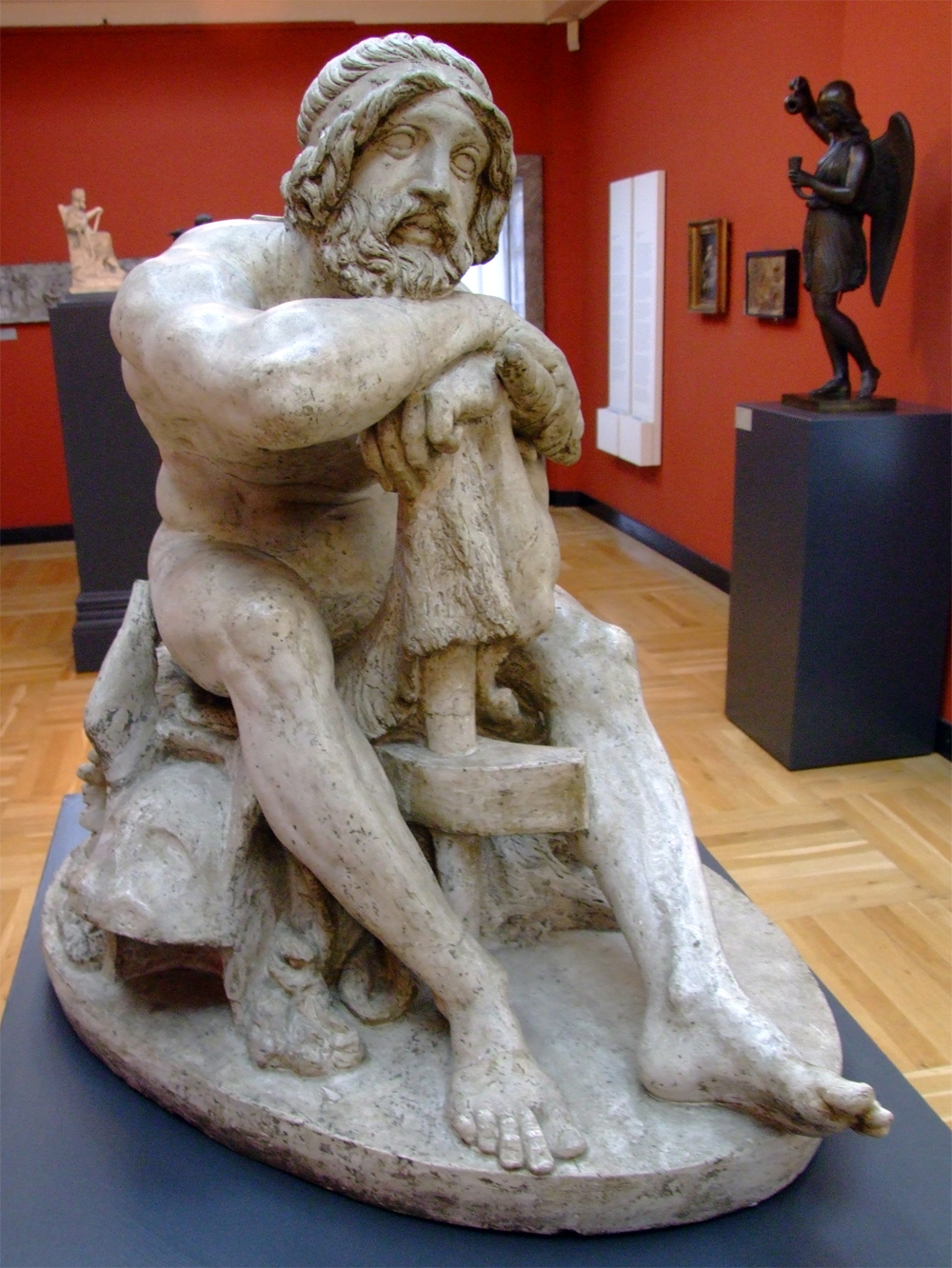
Сидящий Тор (1829)
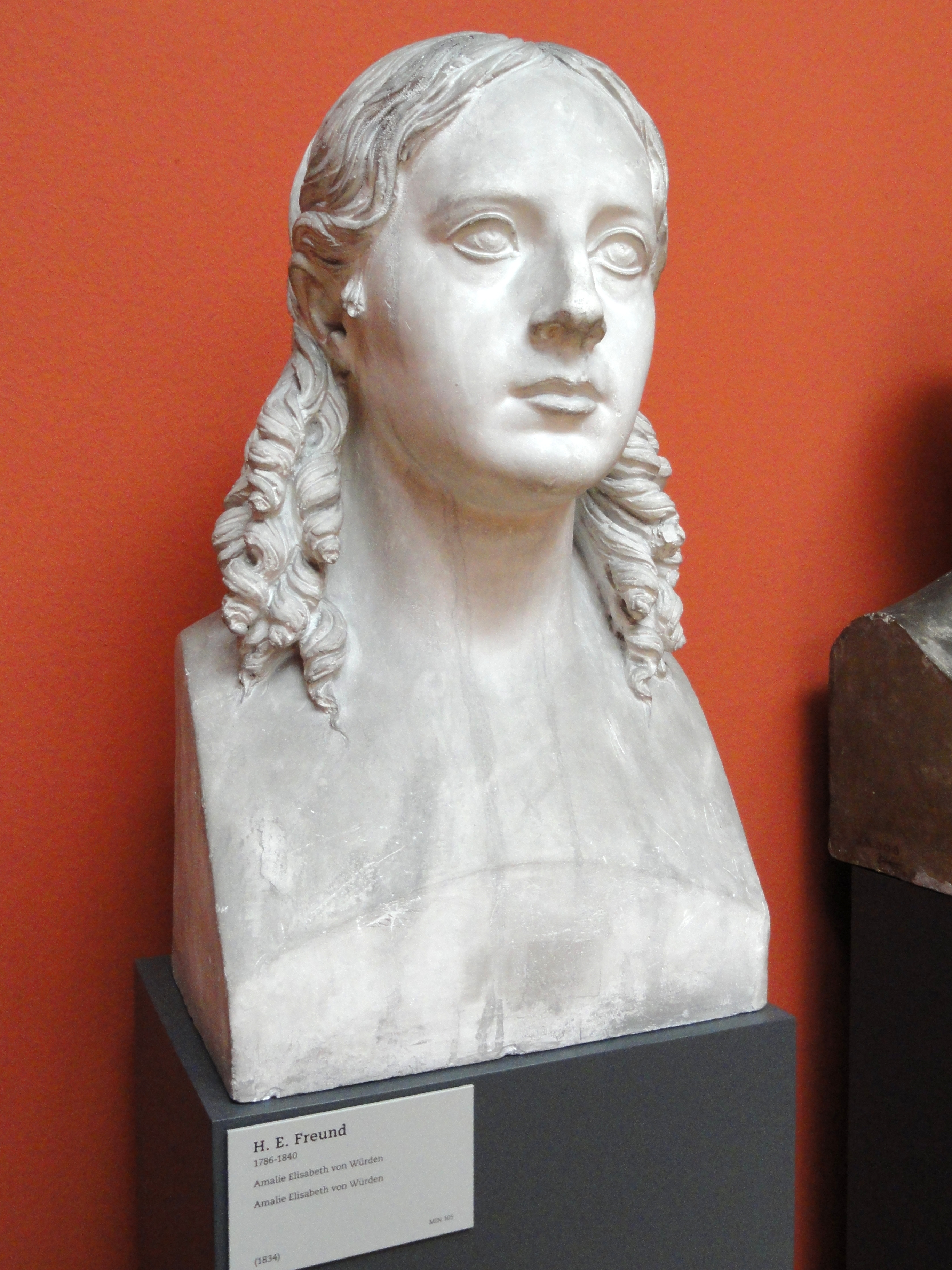
Портрет Амалии Августы фон Вюрден (1834)
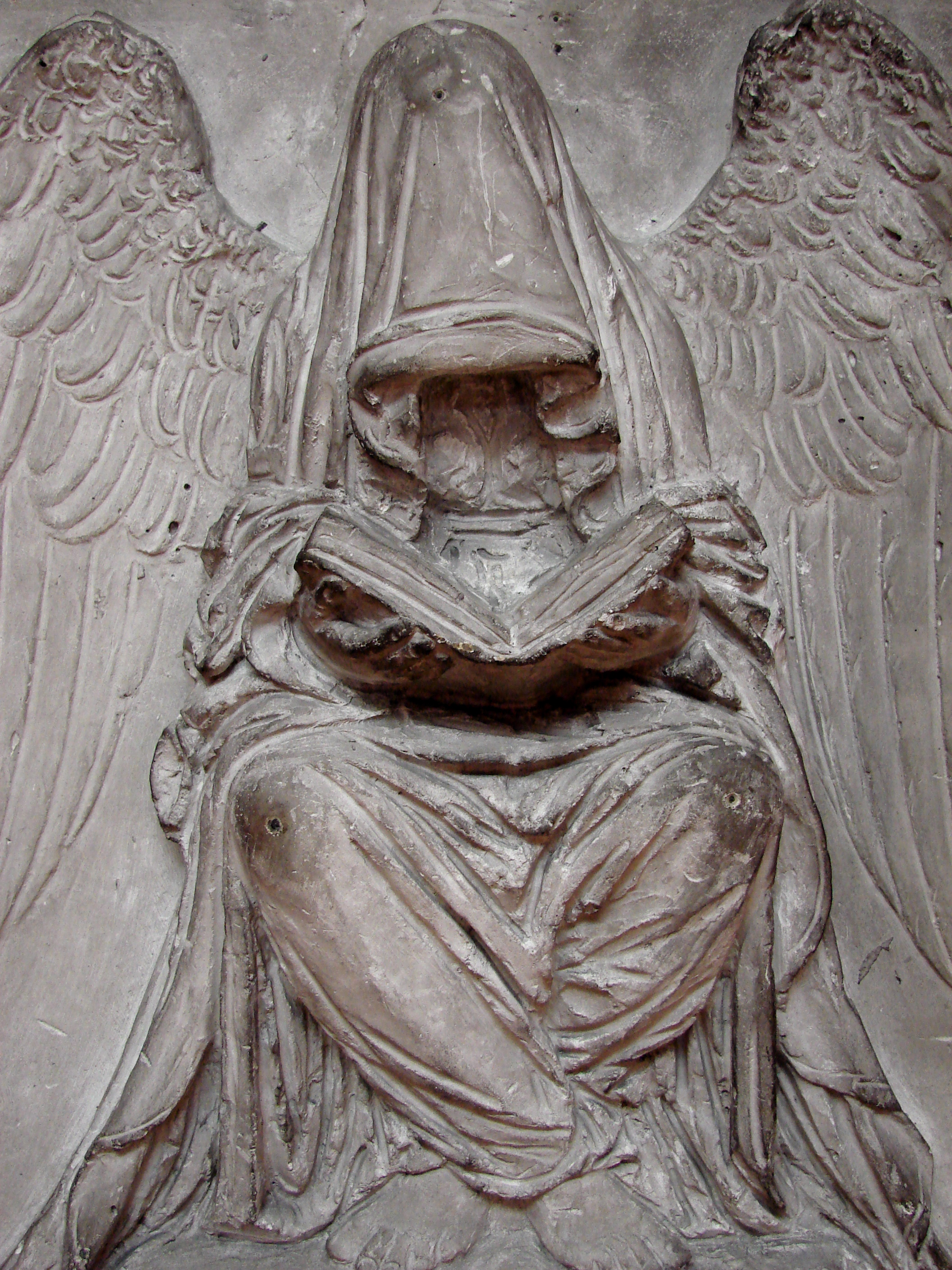
Богиня судьбы